# Ліпіни (Луківський повіт)
Ліпіни (пол. Lipiny) — село в Польщі, у гміні Адамув Луківського повіту Люблінського воєводства.
Населення — 293 особи (2011).
У 1975-1998 роках село належало до Седлецького воєводства.

## Демографія
Демографічна структура станом на 31 березня 2011 року:
|          | Загалом | Допрацездатний вік | Працездатний вік | Постпрацездатний вік |
| -------- | ------- | ------------------ | ---------------- | -------------------- |
| Чоловіки | 138     | 40                 | 84               | 14                   |
| Жінки    | 155     | 35                 | 88               | 32                   |
| Разом    | 293     | 75                 | 172              | 46                   |